# La Pellerine (Mayenne)
La Pellerine település Franciaországban, Mayenne megyében. Lakosainak száma 296 fő (2022. január 1.). La Pellerine Larchamp, Saint-Pierre-des-Landes, Luitré-Dompierre és La Chapelle-Fleurigné községekkel határos.

## Népesség
A település népességének változása:
| Lakosok száma | 288  | 327  | 321  | 314  | 329  | 349  | 340  | 305  | 302  | 296  |
|               | 1968 | 1982 | 1990 | 2006 | 2013 | 2015 | 2017 | 2019 | 2020 | 2022 |